# Tatort: Vom Himmel hoch
Vom Himmel hoch ist ein Fernsehfilm aus der Krimireihe Tatort. Der vom SWR produzierte Beitrag wurde am 9. Dezember 2018 im Ersten ausgestrahlt. In dieser 1074. Tatort-Folge ermittelt die Ludwigshafener Kommissarin Lena Odenthal ihren 68. Fall.

## Handlung
Der renommierte Psychiater Dr. Steinfeld wird erschlagen in seiner Praxis aufgefunden. Er behandelte zivile und militärische Opfer von kriegerischen Auseinandersetzungen, darunter auch traumatisierte Militärangehörige der Ramstein Air Base. Kurz bevor Kommissarin Stern den Tatort erreicht, begegnet sie zufällig einem Mann, der zu Steinfelds Praxis wollte, wegen der Polizeipräsenz aber umkehrt. Er ist einer von zwei Brüdern nahöstlicher Herkunft, die im Krieg in ihrer Heimat Familienangehörige durch US-Drohnenangriffe verloren haben. Da sie die Angriffe als politisch-militärischen Fehler beurteilen und sie sich mit ihrer Trauer von Politik und Öffentlichkeit allein gelassen fühlen, möchten sie mit zwei Multikoptern – davon ist einer mit einer Kamera ausgestattet und einer mit einem Sprengsatz – einen öffentlichkeitswirksamen Anschlag auf ein Treffen hochrangiger Politiker verüben, zu denen auch der US-Amerikaner Jason O’Connor gehört, leitender Kopf hinter dem US-Drohnenentwicklungsprogramm. Zwar gibt Odenthal dem Staatsanwalt Hinweise auf die Brüder und empfiehlt, das Politikertreffen wegen der Gefahr abzusagen. Der Staatsanwalt möchte das wegen der negativen öffentlichen Wirkung, die die Absage hätte, aber vermeiden. Dennoch kann eine Polizei-Sondereinheit die beiden Männer stellen und so den Anschlag vereiteln.
Unterdessen ist Stern gemeinsam mit der Kripo-Sekretärin Keller und mit Dr. Steinfelds Praxis-Mitinhaberin dabei, Steinfelds Patientenakten zu sichten, um so Hinweise auf den Mörder zu finden. Zu den Patienten gehört auch die US-Soldatin Heather Miller, die schwer traumatisiert ist, seitdem sie als Drohnenpilotin mitverantwortlich für den Tod zahlreicher Frauen und Kinder wurde. Wegen ihres Traumas hat Dr. Steinfeld sie für dienstuntauglich befunden. Entgegen Odenthals Weisung, sich nicht allein in Wohnungen von Verdächtigen zu begeben, sucht Stern Miller in deren Privatwohnung auf und teilt ihr von der polizeilichen Erkenntnis mit, dass sie bei Dr. Steinfeld in Behandlung war. Miller bringt ihre Verbitterung über Steinfelds Dienstuntauglichkeitsurteil zum Ausdruck und lässt erkennen, dass sie ihn deshalb ermordet hat. Sie überwältigt Stern, fesselt sie an der Heizung und entkleidet sie. Mit Sterns Kleidung, Frisur und Dienstausweis begibt sie sich in das stark bewachte Gebäude, in dem das Politikertreffen stattfinden soll, und möchte dort O’Connor aus Vergeltung für ihre Traumatisierung ermorden. Odenthal, die ihre Kollegin vermisst, begibt sich auch dorthin und kann Miller durch einen Schuss von der Ermordung O’Connors abhalten. Anhand Millers Adressdaten findet sie in deren Wohnung Stern und befreit diese.

## Hintergrund
Der Film wurde vom 14. November 2017 bis zum 15. Dezember 2017 in Baden-Baden, Ludwigshafen, Rastatt, Ettlingen und Karlsruhe gedreht. Die Premiere fand am 25. Mai 2018 auf dem SWR Sommerfestival in Mainz statt.

## Rezeption

### Kritiken
Kritiker waren der Auffassung, dass sich der Film mit seinem Thema übernehme. Bei Spiegel online meinte Christian Buß, dass die „Synchronisierung von Opferbiografie und Soldatenkrankenakte“ nicht aufgehe und dabei „zwangsweise Schuldfragen relativiert“ würden, die Wut werde „allzu schnell auf die mechanisch salutierenden Pappkameraden der großen Politik gelenkt.“ In der Süddeutschen Zeitung befand Holger Gertz ablehnend: „Hineingeschnittene Kriegsszenen wirken anmaßend, dass [sic!] Thema ist zu groß, zu gewaltig für einen mittelmäßigen Sonntagabend-Krimi.“ Mit einer Bewertung von einem von fünf möglichen Sternen besonders unzufrieden gab sich der Film-Dienst: „Hanebüchen konstruierter und ärgerlich oberflächlicher Krimi, der sich am Ziel eines Politthrillers mächtig verhebt. Langatmig, unlogisch und mit unfreiwillig komischen Dialogen, stellt der Film einen Tiefpunkt der ‚Tatort‘-Reihe dar.“

### Einschaltquote
Die Erstausstrahlung von Vom Himmel hoch am 9. Dezember 2018 wurde in Deutschland von 7,69 Millionen Zuschauern gesehen und erreichte einen Marktanteil von 21,8 % für Das Erste.

### Musik
Der im Film mehrfach eingesetzte Song Strong der britischen Band London Grammar platzierte sich nach der TV-Ausstrahlung wieder in den deutschen Single-Charts.